# Thainycteris aureocollaris
Thainycteris aureocollaris is een zoogdier uit de familie van de gladneuzen (Vespertilionidae). De wetenschappelijke naam van de soort werd voor het eerst geldig gepubliceerd door Kock & Storch in 1996.